# William Usherwood
William Usherwood (né en 1820 et mort en 1916 à Dorking, dans le Surrey, en Angleterre) est un peintre et photographe britannique.

## Biographie
William Usherwood est un peintre portraitiste britannique qui a peint des portraits de la reine Victoria et de la princesse Alice pour la duchesse de Gloucester. Après l'avènement de la photographie, il passe au nouvel art. À partir de 1860, il possède une boutique à Dorking, près de Reigate, dans le Surrey, à environ 40 km au sud de Londres. En 1862, il est répertorié comme « portraitiste » dans l'annuaire postal de son lieu de résidence, en 1867, comme « portraitiste et photographe » et en 1874 comme « photographe » seulement.
Il a probablement été la première personne à photographier une comète. C'est la comète C/1858 L1 (Donati), découverte par l'astronome italien Giovanni Battista Donati, qu'il observe pour la première fois le 2 juin 1858. Usherwood dit qu'il a utilisé un appareil photo portrait avec un objectif de 3¼ pouces de diamètre et 12 pouces de distance focale (équivalent à une ouverture f/ 3,7) avec un temps d'exposition de sept à neuf secondes sur une plaque de collodion carrée de neuf pouces. L'image montrait à la fois la tête et la queue de la comète. La plaque d'origine et les tirages sont considérés comme perdus.
Usherwood n'était plus certain de la date de la prise de vue et donna plus tard le 27 septembre 1858. Si cela s'avérait, il aurait un jour d'avance sur l'astronome américain William Cranch Bond, qui a pris une photo de cette même comète à travers le télescope de l'observatoire du Harvard College le 28 septembre, mais cela ne montrait que la tête de la comète. Une comète n'a été photographiée à nouveau qu'en 1881.

## Crédit d'auteurs
- (de) Cet article est partiellement ou en totalité issu de l’article de Wikipédia en allemand intitulé « William Usherwood » (voir la liste des auteurs).